# Neuf-Marché
Neuf-Marché is een gemeente in het Franse departement Seine-Maritime (regio Normandië) en telt 635 inwoners (1999). De plaats maakt deel uit van het arrondissement Dieppe.

## Geografie
De oppervlakte van Neuf-Marché bedraagt 17,8 km², de bevolkingsdichtheid is 35,7 inwoners per km².
De onderstaande kaart toont de ligging van Neuf-Marché met de belangrijkste infrastructuur en aangrenzende gemeenten.

## Demografie
Onderstaande figuur toont het verloop van het inwonertal (bron: INSEE-tellingen).

1. ↑  Populations de référence 2022.